# Batismo de fogo de Mossoró

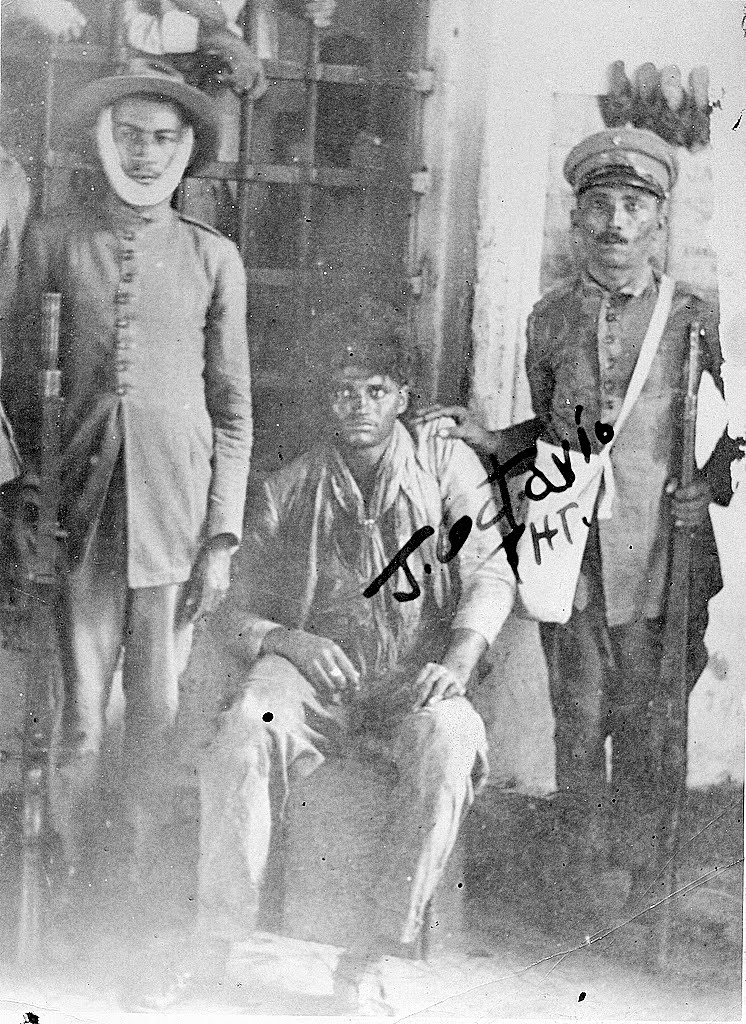
O cangaceiro Jararaca, preso em Mossoró, ao lado de dois soldados em 1927

O batismo de fogo de Mossoró foi como passou a ser conhecida a invasão da cidade de Mossoró pelo bando de Lampião, no estado brasileiro do Rio Grande do Norte, no ano de 1927.
Esta foi a primeira vez que o chamado "rei do cangaço" teve um ataque frustrado, e resultou na morte dos cangaceiros Colchete e Jararaca. A magnitude da malograda incursão teve um impacto permanente nas manifestações políticas e culturais no município.

## O ataque
Em 13 de junho de 1927, o bando de Lampião invadiu Mossoró. A cidade tinha grandes dimensões para os padrões da época, cerca de vinte mil habitantes. Anteriormente, o cangaceiro escreveu ao prefeito Rodolfo Fernandes, ameaçando invadi-la caso não pagassem quatrocentos contos de réis. Em vez de ceder à chantagem, Fernandes mobilizou uma resistência ao ataque, que foi frustrado. Em 2020, o escritor Robério Santos localizou uma carta, escrita por Rodolfo Fernandes para o coronel Antonio Gurgel, que estava refém de Lampião, em que o político nega o pagamento dessa quantia.

### Perdas de Lampião
O cangaceiro Colchete foi morto em combate. Como resultado da derrota de Lampião, o cangaceiro Jararaca foi capturado e, no dia 19 de junho, executado. Supostamente enterrado vivo, Jararaca passou a ser cultuado no município e é considerado um santo popular.

## Repercussão
O evento teve fortes consequências culturais e políticas. O batismo de fogo de Mossoró foi a única derrota de Lampião. Em razão desse triunfo, o evento é rememorado como um marco da história da cidade, que passou a ser considerada a "cidade da resistência", imagem construída com apoio do jornal O Mossoroense. O simbolismo da resistência de Mossoró foi amplamente explorado por políticos locais, sobretudo a família Rosado, o que permanece na atualidade.

### Representações culturais
Devido à sua relevância histórica, o evento foi explorado na literatura de cordel. Em 2002, 75 anos após a invasão, o escritor potiguar Tarcísio Gurgel escreveu a peça Chuva de Bala no País de Mossoró, encenada anualmente no município desde então.